# @

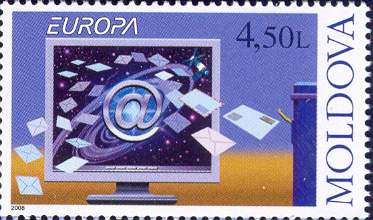
Simbolul @ pe o marcă poștală emisă de Serviciile poștale ale Republicii Moldova, în 2008, cu valoarea nominală de 4,50 lei moldovenești

Simbolul @ (A rond) este un semn cunoscut în limba română sub numele de [a cu] coadă de maimuță sau, mai rar, a comercial.
La origine o abreviere din contabilitate și facturare comercială, cu sensul de „cu rata de” (exemplu: 7 articole @ 2$ = 14$), simbolul nu a fost inclus pe tastatura primelor mașini de scris comerciale, dar a fost totuși folosit la cel puțin un model din 1889, precum și la modelul de succes „Underwood Nr. 5” produs de Underwood Typewriter Company începând din 1900. În acest moment, simbolul A rond este inclus pe toate tastaturile computerelor. 
În ultimii ani, sensul simbolului a devenit și mai cuprinzător, fiind folosit și cu înțelesul de „localizat la” sau „direcționat către”, mai ales în adresele de e-mail, rețelele de socializare precum Facebook sau Twitter, limbajele de programare.
Simbolul este codificat în Unicode ca U+0040 @ commercial at, similar codului 64 care îi corespunde în codificarea ASCII, motiv pentru care în HTML el poate fi introdus prin secvența &#64;.

## Istoric
Semnul @ a fost folosit pentru prima dată de călugării medievali pentru a prescurta prepoziția latină „ad”, prin combinarea literei a și a vechii forme a literei „d”, ∂ .
Din anul 1345, datează o altă veche formă cunoscută a acestui simbol, într-o traducere bulgărească a scrierii bizantine Cronica lui Constantin Manasses, în care semnul era folosit ca simbol pentru cuvântul „Amin”.

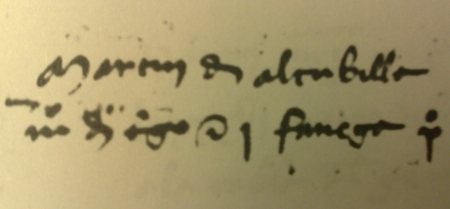
Taula de Ariza

Simbolul apare sub o formă ușor diferită, proto-@, într-un registru spaniol din 1448, Taula de Ariza, care se referea la un transport naval de grâne din Castilla în Aragon. 
Cei care au contribuit la răspândirea simbolului au fost negustorii italieni, prezent în facturile și chitanțele care circulau în Europa. Într-o scrisoare a unui negustor florentin, Francesco Lapi, scrisă la 4 mai 1536, semnul @ apare identic cu varianta de astăzi, și era folosit pentru a desemna o măsură comercială, amfora (a 13-a parte dintr-un butoi) și scris în caligrafia florentină.
Semnul apare și în documentele comerciale medievale spaniole ca o prescurtare pentru „arroba”, echivalentul a 12 kg. Termenul este considerat de proveniență arabă (ar-rub) și însemna „un sfert”. Ulterior, simbolul a devenit prescurtarea comercială pentru „la prețul de”. 
După Evul Mediu, timp de câteva secole, simbolul a fost folosit exclusiv în scop comercial. 
În timpurile moderne, semnul @ a fost inclus pe tastaturile mașinilor de scris și mai apoi pe cele ale computerelor.
În anul 1971, programatorul Ray Tomlinson, a ales acest semn de pe tastatură pentru a-l include în codul primelor mesaje electronice email, ca indicator al adresei. 

## În alte limbi
Simbolul A rond mai este cunoscut și sub numeroase alte forme în alte limbi, el a fost asociat cu imaginea unor animale sau porecle:
- coreeană: dalphaengi (melc)
- daneză: snabel (trompă de elefant)
- engleză: at sign
- finlandeză: kissanhäntä (coadă de pisică)
- germană: klammeraffe (maimuță atârnată)
- italiană: chiocciola (melc)
- maghiară: kukac (viermișor)
- norvegiană: grisehale (coadă de purcel)
- olandeză: apestaart (coadă de maimuță)
- portugheză: arroba
- rusă: sobachka (cățeluș)
- spaniolă: arroba [5]

Faptul că în limba engleză nu există un termen unic pentru desemnarea acestui simbol i-a făcut pe unii scriitori să utilizeze francezul arobase sau spaniolul arroba - ori să inventeze cuvinte noi precum asperand, ampersat - dar niciunul dintre acestea nu a cunoscut o răspândire largă.
Vorbitorii de limbă portugheză și spaniolă, mai ales cei din generațiile tinere, folosesc simbolul a rond pentru a înlocui literele a și o atunci când acestea desemnează genul cuvintelor. Acest lucru se realizează pentru o adresare universală dat fiind faptul că unii pot considera folosirea cuvintelor la genul masculin ca o manifestare sexistă. Academia Regală Spaniolă este împotriva folosirii simbolului a rond ca literă. Folosirea semnului a rond ca literă care desemnează genul neutru este privit ca un semn de modernitate și egalitate între sexe și este des folosit în limbajul tinerilor, afișe propagandistice, reclame, campanii electorale. 
Exemplu:
„Nosotr@s, ciudadan@s del mundo, miembr@s de la sociedad civil comprometid@s con los Derechos Humanos, formando parte de la comunidad política universal, reunid@s en ocasión del Foro Universal de las Culturas en Barcelona 2004 y Monterrey 2007, e inspirad@s por los valores de respeto a la dignidad del ser humano, libertad, justicia, igualdad y solidaridad, y el derecho a una existencia que permita desarrollar estándares uniformes de bienestar y de calidad de vida para tod@s [...].”